# 时腾蛟
时腾蛟，宛平人，清朝政治人物。
康熙四十五年，任泉州府知府。